# Бергвінд

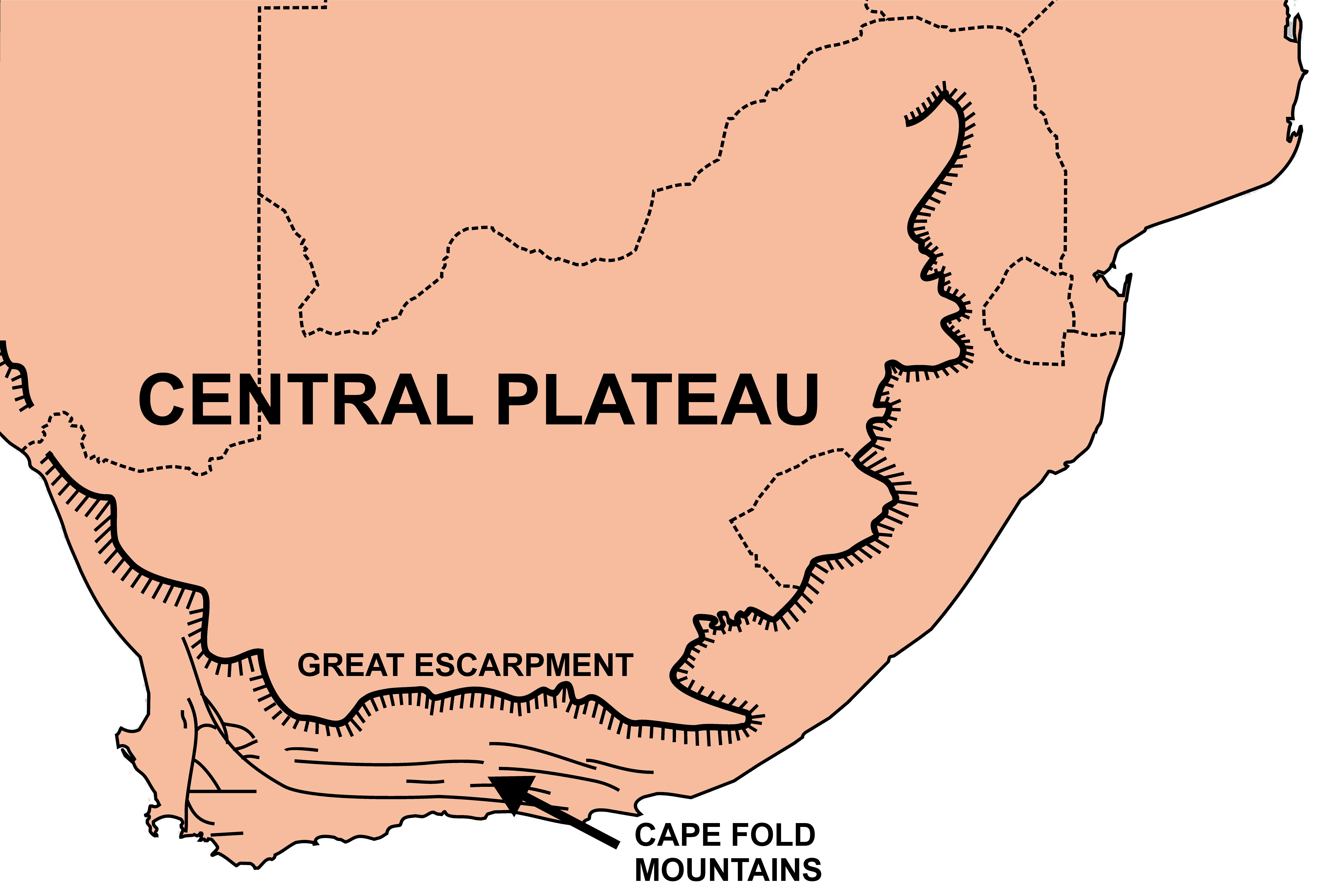
Південне Африканське центральне плато, оточене Великим уступом. Південна Африка.

Бергвінд (гірський вітер) (від африкаанс berg «гора» + wind «вітер», тобто гірський вітер) — південноафриканська назва стокового вітру: гарячий сухий вітер, що дме Великим уступом від високого центрального плато до узбережжя.
Коли повітря, нагріте на великому центральному плато, стікає по Великому уступу до узбережжя, воно зазнає подальшого нагрівання внаслідок адіабатичних процесів. Це пояснює гарячі та сухі властивості цих офшорних вітрів, де б вони не відбувалися вздовж берегової лінії Південної Африки.
Хоча Бергвінд часто називають Феном, це, мабуть, неправильна назва, оскільки вітри Фен – це дощові вітри, які утворюються внаслідок руху повітря над гірським хребтом, що призводить до випадання опадів на навітряній стороні. Це виділяє приховане тепло в атмосферу, яка потім ще більше нагрівається, коли повітря опускається з підвітряного боку  . Вітри Бергвінд виникають не з опадів, а здебільшого сухого, часто посушливого центрального плато Південної Африки. З іншого боку, стокові вітри є технічно дренажними вітрами, які несуть високу щільність, зазвичай холодне повітря з високої висоти вниз по схилу під дією сили тяжіння.[3] Таким чином, це «осінні вітри», які найчастіше виникають на прибережних льодових схилах Антарктиди та Гренландії. 